# Angelica ubadakensis
Angelica ubadakensis är en växtart i släktet kvannar (Angelica) och familjen flockblommiga växter. Den beskrevs av Tomitaro Makino, och fick sitt nu gällande namn av Masao Kitagawa 1937.
Arten är en perenn ört som förekommer i södra Japan.

## Varieteter
Två varieteter av arten finns:
- A. ubadakensis var. ubadakensis
- A. ubadakensis var. valida